# Adamowo (gmina Joniec)
Adamowo – wieś sołecka w Polsce położona w województwie mazowieckim, w powiecie płońskim, w gminie Joniec. Leży nad Naruszewką dopływem Wkry. 
Wierni kościoła rzymskokatolickiego należą do parafii Świętego Stanisława Biskupa Męczennika w Starej Wronie.
W latach 1975–1998 miejscowość należała administracyjnie do województwa ciechanowskiego.